# Asio madagascariensis
Asio madagascariensis là một loài chim trong họ Strigidae.